# Marek Tomaszewski
Marek Tomaszewski, né le 20 novembre 1943, est un pianiste polonais vivant en France. Avec Waclaw Kisielewski, il formait le duo de piano Marek & Wacek (Marek & Vacek). 
On lui doit notamment la transcription pour un seul piano de la version pour deux pianos du Sacre du Printemps d’Igor Stravinsky.
Le 31 décembre 2011, il apparaît et joue du piano dans Les Vœux de RaelSan pour 2012 par le rappeur Orelsan, postée sur YouTube, et c'est d'ailleurs son fils qui a réalisé le clip.
Il est le père de David Tomaszewski, réalisateur et artiste numérique.

## Discographie
- Prząśniczka, Wacław Kisielewski;  Marek Tomaszewski, Varsovie : Pomaton/EMI, 2002. (OCLC 62402024)
- Live Marek & Vacek, Marek Tomaszewski;  Wacław Kisielewski, Pologne : Niepokonani, 2001. (OCLC 50008097)
- Marek & Wacek play favourite melodies, Marek Tomaszewski;  Wacław Kisielewski, Pologne : Polskie Nagrania Muza, 1994. (OCLC 50008036)
- Marek & Vacek concert hits I & II., Marek Tomaszewski;  Wacław Kisielewski, RFA : EMI, (OCLC 39312113)
- Marek & Vacek '84, Marek Tomaszewski;  Wacław Kisielewski, Allemagne: Intercord, 1984. (OCLC 44635323)
- Piano firework, Marek Tomaszewski;  Wacław Kisielewski, Hambourg : Polydor, 1969. (OCLC 56828999)